# Katharine Burr Blodgett
Katharine Burr Blodgett (10 de gener de 1898 - 12 d'octubre de 1979) va ser una investigadora i científica nord-americana, la primera dona en obtenir un doctorat en física per la Universitat de Cambridge, el 1926. Va treballar a General Electric (GE) on va inventar el vidre "invisible" de baixa-reflectància. Avui en dia, el vidre no reflectant, basat en els seus descobriments, s'utilitza en les pantalles d'ordinador, ulleres, parabrises, i gairebé en tots aquells instruments que requereixen una superfície perfectament transparent.

## Primers anys
Blodgett va néixer el 10 de gener de 1898, a Schenectady, Nova York, filla de Katharine Burr i George Blodgett. El seu pare era un advocat de patents a la General Electric on va encapçalar aquest departament. La vida de George Blodgett va acabar de sobte el 4 de desembre de 1897. un lladre li havia disparat a casa seva el dia anterior. En el moment de la seva mort, els Blodgett havien tingut un fill, George (1895-1954). Katharine, va néixer tan sols unes setmanes després de la mort del seu pare. La seva mare després de la mort del seu marit estava be econòmicament i es va traslladar a Nova York amb Katharine i el seu fill George Jr poc després del naixement de Katharine. El 1901 la família es va traslladar a França.
El 1912, Blodgett va tornar a Nova York amb la seva família on va ser inscrita a l'escola Rayson. Va disgfrutar d'una educació millor que la majoria de les nenes de l'època i va mostrar un talent per a les matemàtiques i la física. El 1913, amb només 15 anys va obtenir una beca per al Bryn Mawr College a Pennsilvània, i prop del final del seu últim any va visitar i es va reunir amb Irving Langmuir a GE. El científic ancià li va recomanar que ampliés la seva formació científica.

## Treball a General Electric
Després d'obtenir un títol de mestratge en física de la Universitat de Chicago el 1918, investigant les capacitats d'adsorció de carbó vegetal en màscares de gas,va ser contractada a assistent d'investigació d'Irving Langmuir, convertint-se en la primera dona per treballar com a científica al laboratori de GE a Schenectady, NY. Va treballar sovint amb Irving Langmuir, qui ja havia iniciat una tècnica per a la creació de pel·lícules fines unimoleculars en la superfície de l'aigua. Blodgett i Langmuir van explorar l'aplicació de tècniques similars a polímers, lípids i proteïnes, creant revestiments monomoleculars dissenyats per cobrir superfícies d'aigua, metall o vidre. Aquests recobriments especials eren oliosos i es podíen dipositar en capes de només uns quants nanòmetres de gruix.
El 1935, Blodgett va ampliar el treball de Langmuir mitjançant l'elaboració de un mètode per difondre recobriments monomoleculars alhora en vidre o metall. Submergint repetidament una placa metàl·lica en aigua, coberta per una capa d'oli, ella va ser capaç d'apilar capes d'oli sobre la placa amb precisió molecular. L'aparell utilitzat i refinat és conegut com el "Langmuir–Blodgett trough".
Utilitzant aquesta tècnica, Blodgett va desenvolupar aplicacions pràctiques per a pel·lícules de gasa de Langmuir. Blodgett va utilitzar una pel·lícula de estearat de Bari per cobrir vidre amb 44 capes monomoleculars, fent que el vidre tingués un factor de transmissió per sobre del 99%, va ser la creació de vidre "invisible". La llum visible reflectida en les diferents capes de pel·lícula cancel·la les reflexions creades pel vidre. Ara a aquest tipus de recobriment nonreflectiu se'l anomena Pel·lícula de Langmuir-Blodgett i és àmpliament utilitzat. La primera producció cinematogràfica important que va fer servir el vidre invisible de Blodgett va ser la popular pel·lícula Allò que el vent s'endugué (1939), que destaca per la seva fotografia cristal·lina. Un cop implantat, les lents noreflectants es van utilitzar a les càmeres i projectors de la indústria cinematogràfica de la postguerra. El vidre de Blodgett també s'utilitzava per a periscopis submarins i càmeres d'avions espia durant la Segona Guerra Mundial. Però ella va fer altres contribucions a l'esforç de guerra a part del vidre no reflectant. Algunes de les seves investigacions anteriors sobre les propietats del carbó de llenya va conduir a màscares de gas i cortines de fum més eficaçes. També va inventar una tècnica pel desglaç de les ales d'avió, el que va permetre als pilots volar en condicions que abans havien estat massa perilloses.
Blodgett i Langmuir també va treballar en millores a la bombeta. Els estudis sobre descàrregues elèctriques en gasos va ajudar a establir les bases per a la física dels plasmes.
Katharine Blodgett va ser titular de vuit patents als Estats Units durant la seva carrera. Va ser l'inventora única en totes menys en dos de les patents, treballant amb Vincent J. Schaefer com a co-inventor. Blodgett va publicar més de 30 treballs tècnics en diverses revistes científiques.

## Vida personal
Blodgett mai es va casar i va viure una vida vibrant: Durant molts anys va viure amb Gertrude Brown, que provenia d'una antiga família de Schenectady. En una altra època també va viure durant un temps amb Elsie Errington, directora d'origen anglés d'una escola de noies. Desafortunadament, Katharine Blodgett no va deixar cap document personal amb els seus pensaments sobre les seves llarges relacions amb aquestes dones.
La neboda i homònima de Blodgett, l'astrofísica Katharine Blodgett Gebbie va parlar sovint de la influència de la seva tia com a exemple personal en la seva elecció d'una carrera científica.
Blodgett es va comprar una casa a Schenectady amb vista sobre la seva ciutat natal, on va passar la major part de la seva vida adulta. Va ser actriu en el grup de Teatre del seu poble i voluntaria per a organitzacions benèfiques i cíviques. Passava els estius en un campament al llac George a l'estat de Nova York, on desenvolupava la seva afició per la jardineria. Blodgett va ser també una astrònoma aficionada; coleccionava antiguitats, jugava al bridge amb els seus amics i les seves amigues i va escriure poemes divertits en el seu temps lliure. Va morir a casa seva el 12 d'octubre de 1979 amb 81 anys.

## Premis
Katharine Blodgett va rebre nombrosos premis durant la seva vida:
El 1945 va rebre el Premi de l'American Association of University Women.
El 1951 va rebre la prestigiosa Francis Garvan Medal de l'American Chemical Society, un premi que es concedeix anualment en reconeixement dels assoliments científics de les dones químiques i que el seu cas se li va concedir pel seu treball a pel·lícules monomoleculars. Aquest mateix any va ser elegida per la Cambra de comerç dels EUA com una de les 15 "dones d'èxit."
Entre molts altres premis que va rebre, l'alcalde de Schenectady va honorar amb Katharine Blodgett Day el 13 de juny de 1951 per l'honor que li havia portat a la seva comunitat. El 2007 va ser inclosa en el National Inventors Hall of Fame.
El 2008 es va obrir una escola de primària a Schenectady que porta el seu nom.